# Imón
Imón es una localidad española del municipio de Sigüenza, perteneciente a la provincia de Guadalajara, en la comunidad autónoma de Castilla-La Mancha. En el lugar se encuentran las salinas de Imón, que en el pasado llegaron a ser de las más productivas del país.

## Historia

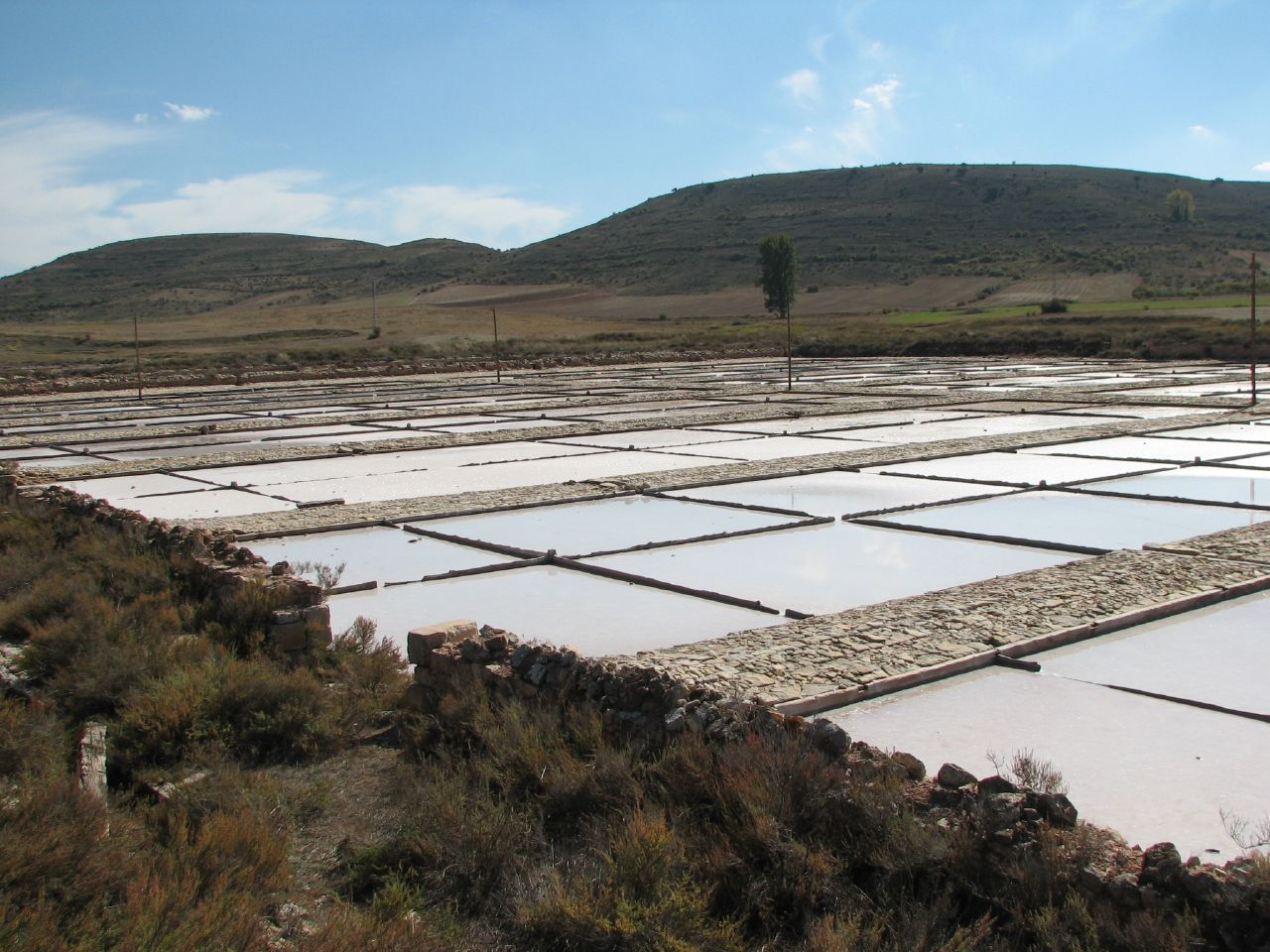
Salinas de Imón

La localidad destaca por las salinas de Imón. Se conoce su explotación, al menos, desde el siglo XII, cuando fueron declarada propiedad de la Corona por Alfonso VII. Llegaron a ser las más productivas de España.
Hacia mediados del siglo XIX, el lugar, por entonces con ayuntamiento propio, tenía contabilizada una población de 751 habitantes. Aparece descrito en el noveno volumen del Diccionario geográfico-estadístico-histórico de España y sus posesiones de Ultramar de Pascual Madoz de la siguiente manera:

IMON: v. con ayunt. en la prov. de Guadalajara (11 leg.), part. jud. y dióc. de Sigüenza (2), aud. terr. de Madrid (21), c. g. de Castilla la Nueva: sit. en el principio de la cord. de Somosierra á la falda meridional de un cerro bastante elevado, le combaten principalmente los vientos N. y O., y goza de clima sano; tiene 200 casas; la consisforial; cárcel; escuela de instruccion primaria frecuentada por 45 alumnos, á cargo de un maestro dotado con 2,400 rs.; 2 fuentes de aguas gruesas; una igl. parr. (la Asuncion de Ntra. Sra) matriz de la de la Barbolla. térm.: confina N. Tordelrabano; E. la Barbolla y Riosalido; S. la Olmeda y Santamera, y O. Cercadillo y Alcolea; dentro de esta circunferencia se encuentran varios manantiales de buenas aguas, la ermita de Ntra. Sra. de la Soledad, el desp. de Solanillos y unas salinas de agua, acaso de las mejores de España; hay 5 norias continuamente andando, y las aguas que estraen se depositan en varios estanques, desde los que se dirigen á las pilas ó albercas en las que se forma la sal por la evaporacion al calor del sol, graduándose el producto diario en unas 100 fan. y el de toda la temporada que se trabaja al año, de 80 á 100,000 fan. que se depositan en unos espaciosos y sólidos almacenes: para la adm. y direccion de estas salinas, de las que dependen las de la Olmeda, Saelices, Tierzo y Medinaceli, hay un administrador, contador, 2 oficiales, fiel, medidores, guardas y aceñeros: el terreno es de buena calidad; le fertilizan 2 arroyos que nacen el uno en Valdealmendras y el otro en Valdelcubo, y juntándose en el térm. de Imon, toman el nombre de r. Salado, pasando ya unidos por debajo de un puente de piedra; hacia la parte superior de la montaña en cuya falda está la v., hay un bosque poblado de encina. caminos: los que dirigen á los pueblos limítrofes, y los de carruage que van á enlazarse con las carreteras de Madrid á Zaragoza, y de Aragon á Valladolid, todos en malísimo estado, particularmente en tiempos lluviosos, que se ponen intransitables, imposibilitando en gran manera la estraccion de la sal, por lo que es muy subido el precio de conduccion á los alfolíes. correo: se recibe y despacha en la adm. de Sigüenza por medio de un dependiente de las salinas. prod.: trigo, centeno, cebada, patatas, garbanzos, poco cáñamo y legumbres; leñas de combustible y carboneo, y yerbas de pasto con las que se mantiene ganado lanar y las caballerias necesarias para la agricultura; hay caza de perdices, conejos, liebres y en su tiempo codornices. ind.: la agrícola, la saca de la sal de las albercas y conduccion á los almacenes, en cuya operacion ganan 29 mrs. por cada fan. de 125 libras: este ramo que parece deberia conducir á mejorar la condicion del pueblo, puede decirse contribuye á su miseria: primero, porque atraidos por el aliciente del interés, se avecindan en él los naturales de otros puntos, que no tienen mas recurso para subsistir; segundo, porque elaborándose la sal en tiempo de la recoleccion de la cosecha los labradores abandonan esta á manos estrañas, que despues de no hacerla con el interés y esmero que sus dueños, absorven casi en su totalidad los productos de dicha industria, por ser precisamente la época en que los jornales de la agricultura sobrepujan á los de otras ocupaciones ú oficios. comercio: esportacion de frutos sobrantes y algun ganado y lana, é importacion de los art. de consumo que faltan. pobl.: 200 vec., 751 alm. cap. prod.: 1.862,667 rs. imp.: 279,400. contr.: 13,534.
(Madoz, 1847, pp. 424-425)

El municipio de Imón desapareció en 1970, al ser incorporado, junto a los de Alboreca, El Atance, Carabias, Riba de Santiuste y Olmedillas, al término municipal de Sigüenza.
Desde 2019, la población y su casco urbano están siendo rehabilitados en profundidad por particulares, que recuperan las antiguas casas para reconvertirlas en viviendas permanentes o de fin de semana. Algunos establecimientos hoteleros y de restauración aportan dinamismo a la pequeña población.

## Demografía
| Gráfica de evolución demográfica de Imón entre 1842 y 1960 |
| |
| Población de derecho según los censos de población del INE Población de hecho según los censos de población del INEEntre el censo de 1970 y el anterior, este municipio desaparece porque se integra en el municipio Sigüenza |

## Patrimonio

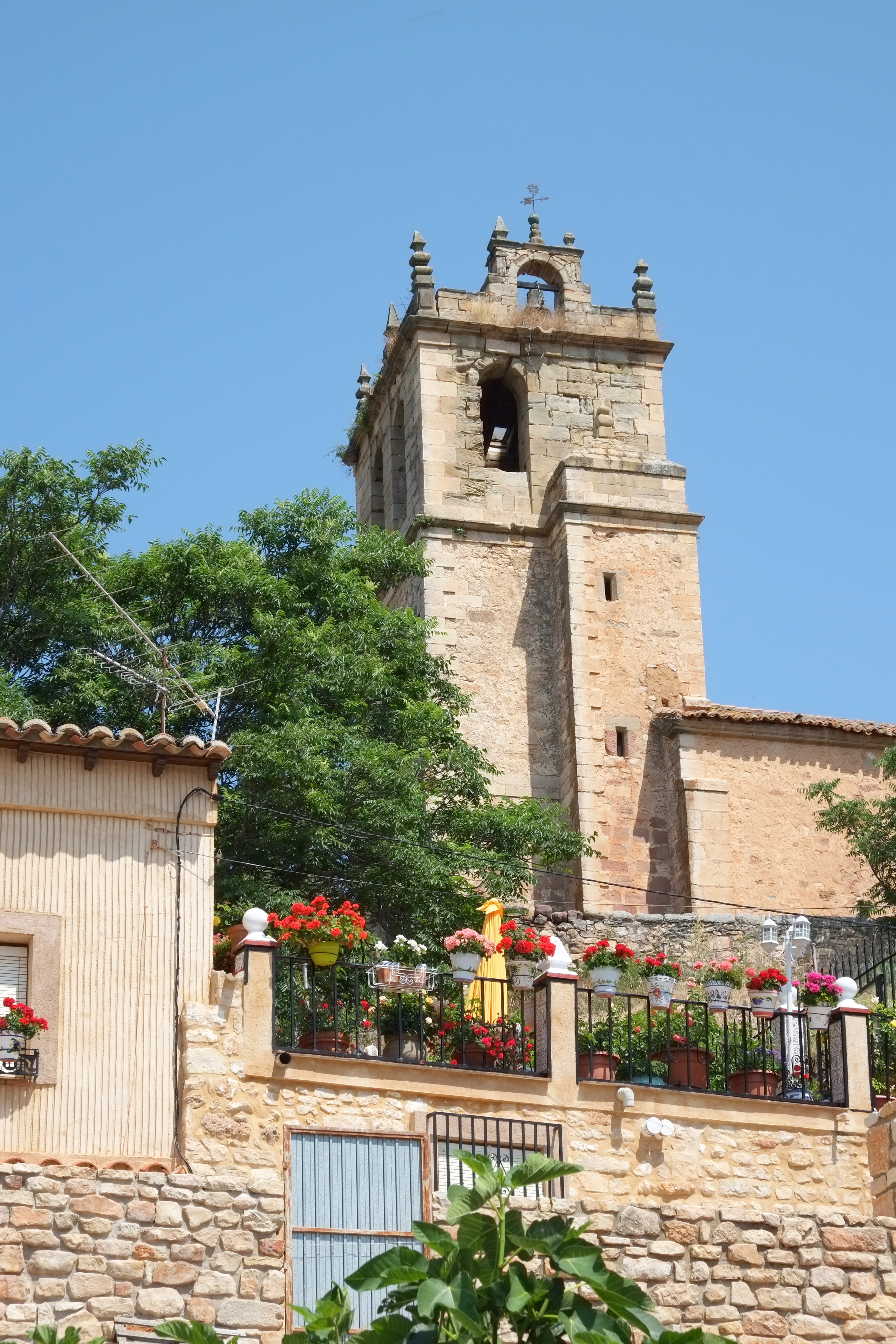
Iglesia de la Asunción

En la localidad hay una iglesia bajo la advocación de la Asunción de Nuestra Señora, con barbacana, además de una ermita. Imón cuenta con un manantial de aguas que se mencionan en el Diccionario geográfico-estadístico-histórico de Pascual Madoz, y de ella se dice que tienen la condición de aguas medicinales.